# Pavirinčių-Pakalnių pelkė
Pavirinčių-Pakalnių pelkė este o arie protejată (arie specială de conservare — SAC, sit de importanță comunitară — SCI) din Lituania întinsă pe o suprafață de 53,4 ha, integral pe uscat.

## Localizare
Centrul sitului Pavirinčių-Pakalnių pelkė este situat la coordonatele 55°25′36″N 25°02′27″E / 55.4267°N 25.0408°E.

## Înființare
Situl Pavirinčių-Pakalnių pelkė a fost declarat sit de importanță comunitară în ianuarie 2004 pentru a proteja 2 specii de animale. Situl a fost protejat și ca arie specială de conservare în martie 2019.

## Biodiversitate
Situată în ecoregiunea boreală, aria protejată conține 3 habitate naturale: Lacuri și iazuri distrofice naturale, Mlaștini turboase de tranziție și turbării mișcătoare, Mlaștini împădurite.
La baza desemnării sitului se află mai multe specii protejate de  nevertebrate (2): Graphoderus bilineatus, libelule (Leucorrhinia pectoralis).
Pe lângă speciile protejate, pe teritoriul sitului au mai fost identificate 2 specii de păsări, 6 specii de nevertebrate.